# Útvarp Føroya
Útvarp Føroya (ÚF) [ˈʉutvaɻp ˈfœɹja] (Faeröers voor "Radio van de Faeröer") is de publieke radiozender van de Faeröer, een autonome eilandengroep binnen het Koninkrijk Denemarken.

## Beschrijving
Útvarp Føroya werd opgericht in 1957 en zond voor het eerst uit op 6 februari van dat jaar. Het station is gevestigd in een door Jákup Pauli Gregoriussen ontworpen gebouw in de hoofdstad Tórshavn. Bestuurlijk valt de zender onder het Faeröerse ministerie van cultuur. In 2005 werd Útvarp Føroya samen met Sjónvarp Føroya, de enige publieke televisiezender van de Faeröer, ondergebracht in de publieke omroep Kringvarp Føroya.
In tegenstelling tot Sjónvarp Føroya heeft Útvarp Føroya niet het probleem voldoende uitzendingen in het Faeröers aan te kunnen bieden, zodat het radiostation vooral in de landstaal uitzendt. De programma's van Útvarp Føroya worden uitgezonden door vijftien over de hele Faeröer verspreide FM-zenders. Daarnaast worden ze door een zender bij Akraberg op de middengolf (531 kHz) uitgezonden. Nieuwsberichten van Útvarp Føroya worden overgenomen door Danmarks Radio en iedere zaterdag vanuit Kopenhagen op de middengolf (1062 kHz) doorgegeven. De programma's van Útvarp Føroya zijn ook via streaming audio te beluisteren. De website van het station is een van de belangrijkste bronnen voor Faeröers nieuws op het internet.